# 傅小慧
傅小慧，GBS，JP（1965年9月17日—），香港政府官員，曾任政制及內地事務局常任秘書長。

## 簡歷
傅小慧畢業於香港大學，獲社會學學士學位。她在1987年7月加入香港政府政務職系，於2009年4月晉升為首長級乙一級政務官、2016年4月晉升為首長級甲級政務官。傅曾在政務總署、常務科、銓敍科（後改稱公務員事務科）、新機場工程統籌署、香港駐多倫多經濟貿易辦事處及財政科（後改稱庫務局）等決策局及部門服務。她曾出任以下主要職務：
- 1999年至2003年：工商及科技局通訊及科技科（前資訊科技及廣播局）首席助理局長（後改稱首席助理秘書長）[3][6]
- 2003年10月至2006年8月：電訊管理局副總監[7][8]
- 2006年8月14日至2009年2月：香港電台副廣播處長（2007年9月至2008年8月署任處長）[9][10][11][12][13][14]
- 2009年2月至2012年9月：發展局副秘書長（規劃及地政）
- 2012年9月至2015年1月：民政事務局副秘書長
- 2015年1月21日至2019年1月：香港特別行政區政府駐北京辦事處主任[4]
- 2019年4月17日至2022年7月：律政司政務專員[5]
- 2022年7月15日至2025年8月4日：政制及內地事務局常任秘書長[15]

## 榮譽

### 殊勳
- 官守太平紳士（J.P.）（2005年7月1日－）[16]
- 金紫荊星章（GBS）（2025年7月1日－）